# Metropolie Kuopio a Karélie
Metropolie Kuopio a Karélie je jedna z metropolií Finské pravoslavné církve.

## Historie a současnost
Původně bylo území současné eparchie součástí novgorodské eparchie roku 1740 petrohradské eparchie.
Roko 1923 došlo k rozdělení vyborgské a finské eparchie Ruské pravoslavné církve a vznikl vikariát, který se později stal plnohodnotnou eparchií.
Na území eparchie se nachází dva pravoslavné monastýry: mužský Nový Valaam a ženský Lintulský monastýr.
Má pět farností Joensuu, Jyväskylä, Kuopio, Saimaa a Taipale.